# Erich Wasmund

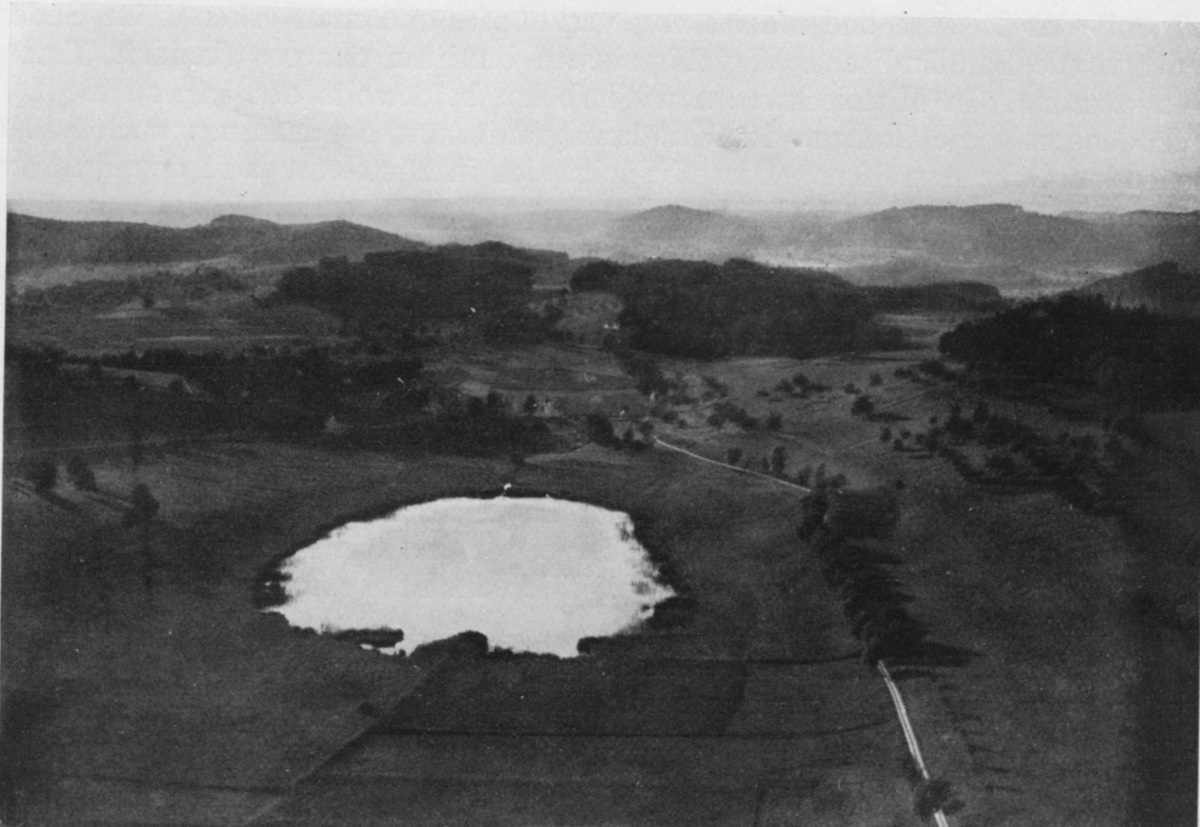
Der Wielandssee um 1930. Aus: Erich Wasmund: Lakustrische Unterwasserböden. In: Handbuch der Bodenlehre 5, 1930, S. 97–189, hier S. 182

Erich Wasmund (* 2. August 1902 in Straßburg; † 28. April 1945 in Canonica d’Adda bei Bergamo) war ein deutscher Geologe und Limnologe.

## Leben und Werk
Wasmund wurde 1925 an der Universität Kiel promoviert (Biocoenose und Thanatocoenose: Biosoziologische Studie über Lebensgemeinschaften und Totengesellschaften). In den Jahren von 1925 bis 1930 forschte er in Forschungsstationen am Bodensee. Von 1930 bis 1936 war er an der Hydrobiologischen Anstalt der Kaiser-Wilhelm-Gesellschaft in Plön tätig. Unter anderem machte er damals Luftbildaufnahmen für die limnologische Forschung nutzbar. 1931 habilitierte er sich in Kiel in Geologie und Limnologie. 1936 wurde er außerplanmäßiger Professor für Limnologie und Geologie in Kiel und leitete die Abteilung Meeresgeologie im damals neu gegründeten Institut für Meereskunde. Schwerpunkt der Arbeit dort war die Stratigraphie und Paläogeographie des Holozäns in der westlichen Ostsee, wobei auch aktuogeologische Untersuchungen durchgeführt wurden. Dafür ging Wasmund selbst als Taucher auf den Grund der Kieler Förde. Von 1938 bis 1940 war er Leiter des Meeresgeologischen Forschungsinstituts des Reichsinstituts für Bodenforschung in Kitzeberg bei Kiel.  1940 trat er in die Kriegsmarine ein und war Kommandant auf verschiedenen Schiffen, zuletzt im Rang eines Kapitänleutnants. Er fiel in Kampfhandlungen bei Bergamo.
Wasmund befasste sich auch mit Wehrgeologie und verfasste dazu ein Buch.
Ab 1933 war Wasmund Mitglied der SS und ab 1937 der NSDAP.

## Auszeichnungen
1936 Verdienstabzeichen der Kaiser Wilhelm Gesellschaft zur Förderung der Wissenschaften
1939 Eisernes Kreuz 2. und 1. Klasse
1943 Deutsches Kreuz in Gold

## Schriften (Auswahl)
- Insekten-Massenschwärme am Bodensee und in Nürnberg, Zeitschrift für wiss. Insektenbiologie, Band 23, 1928, S. 234–243
- Luftfahrzeuge und limnologische Erkundung, in: Arktis, Band 2, 1929, S. 41–60
- Illuft. Begründung einer aero-limnologischen Zentrale, in: Archiv für Hydrobiologie, Band 21, 1930, S. 502–536
- Pollenregen-Seeblüte auf dem Bodensee im Luftbild, Palaeontologische Zeitschrift, Band 12, 1930, S. 73–99
- Diluviale Formengeschichte Ostholsteins, Zeitschrift der Deutschen Geologischen Gesellschaft, Band 86, 1934, S. 129–140, Abstract
- Seeablagerungen als Rohstoffe, produktive, technische und medizinische Faktoren, Archiv für Hydrobiologie, Band 25, 1933, S. 423–532
- Prähistorie, Anthropologie und Pollenanalyse in Schleswig-Holstein, Schriften des Naturwissenschaftlichen Vereins für Schleswig-Holstein, Band 20, 1935, S. 365–383
- Technik der Unterwasserbohrung auf Bohrfähren, in: Emil Abderhalden (Hrsg.), Handbuch der Biologischen Arbeitsmethoden, Abt. 9, 5/2,2, 1936, S. 1840–1878
- Zur Nomenklatur der subaquatischen Sedimente, in: Geologie der Meere und Binnengewässer: Zeitschr. für marine u. limnische Hydrogeologie u. ihre praktische Anwendung, Band 2, 1938, S. 444–448
- Grenzen der Berechnung gesteinstransportierender Kräfte an der deutschen Ostseeküste, 6. Baltische Hydrologische Konferenz 1938
- Wehrgeologie in ihrer Bedeutung für die Landesverteidigung. Berlin: Mittler 1937.